# Ареццо, Томмазо
Томма́зо Аре́ццо (итал. Tommaso Arezzo; 16 декабря 1756, Орбетелло, Неаполитанское королевство — 3 февраля 1833, Рим, Папская область) — итальянский куриальный кардинал и папский дипломат. Чрезвычайный посол Святого Престола в Российской империи. Титулярный архиепископ Селевкии Исаврийской с 29 марта 1802 по 8 марта 1816. Вице-канцлер Святой Римской Церкви с 5 июля 1830 по 3 февраля 1833. Кардинал-священник с 8 марта 1816, с титулом церкви Сан-Пьетро-ин-Винколи с 29 апреля 1816 по 29 мая 1820. Кардинал-священник in commendam с титулом церкви Сан-Лоренцо-ин-Дамазо с 5 июля 1830 по 3 февраля 1833. Кардинал-епископ Сабины с 29 мая 1820 по 3 февраля 1833.

## Биография
Происходил из знатного рода маркизов Ареццо. Окончил престижную римскую школу для детей аристократов Колледжио Назарено и Папскую дворянскую академию, где изучал гражданское и каноническое право. 14 марта 1779 года рукоположен в диаконы, а всего через пять дней — в священники. В 1781 году стал рыцарем Мальтийского ордена. Занимал ряд важных церковных должностей, в частности был папским легатом в нескольких провинциях Италии.
В 1798 году после оккупации Папского области и ареста папы Пия VI французской армией, Ареццо оставил службу и уехал на Сицилию в родовое имение, однако в 1800 году новый папа Пий VII вновь призвал его на церковную службу и возвёл в 1802 году в епископский сан с титулом Селевкии Исаврийской.
Сразу после возведения в епископы Томмазо Ареццо получил важное и сложное дипломатическое поручение — он был назначен чрезвычайным послом Святого Престола в Российской империи. В результате разделов Речи Посполитой в конце XVIII века в Российской империи появился существенный процент подданных католического вероисповедания. Это требовало урегулирования их канонического статуса, что, в свою очередь, привело к интенсификации контактов Рима и Санкт-Петербурга. Три миссии чрезвычайных послов Джованни Андреа Аркетти, Лоренцо Литта и Томмазо Ареццо, проходившие в период 1783—1804 годов, в исторической литературе иногда называют «тремя нунциатурами».
В числе основных целей и задач, поставленных перед Ареццо Святым Престолом, были: свобода Католической церкви в России в сношениях с Римом и назначением епископов, урегулирование положения приходов и монастырей, обсуждение приемлемого для Рима в каноническом плане статуса Римско-католической духовной коллегии, возможное восстановление грекокатолической иерархии и др. Ареццо прибыл в Санкт-Петербург в апреле 1803 года, однако пробыл в России лишь чуть больше года. В 1804 году папский престол, полностью зависимый от Наполеона в политическом плане, выдал Франции эмигранта-монархиста Ж. де Вернега, принятого на русскую службу, что повлекло разрыв отношений России и Святого Престола и высылку Томмазо Ареццо из России. Большая часть дипломатических целей посла осталась неисполненной.
После высылки из России Ареццо продолжал оставаться на дипломатической службе, в 1804—1806 годах он вёл переговоры с королём Саксонии о заключении конкордата. Наполеон через Ареццо пытался принудить папу римского к вхождению в антибританский союз, но епископ препятствовал осуществлению планов французского императора, за что был арестован и сослан сначала в Новару, а затем на Корсику. Ареццо сумел бежать из корсиканской тюрьмы и нашёл убежище на Сардинии, а после поражения Наполеона вернулся в Рим. 8 марта 1816 года он был возведён в кардинальское достоинство и стал кардиналом-священником с титулом церкви Сан-Пьетро-ин-Винколи. В 1820 году Ареццо добился одного из высших постов в католической иерархии, став кардиналом-епископом субурбикарной епархии Сабина-Поджо Миртето. Участвовал в трёх конклавах — 1823, 1829 и 1830—1831 годов. Был апостольским легатом в Ферраре, в 1830—1833 годах также руководил Апостольской канцелярией. Умер 3 февраля 1833 года в Риме. Похоронен в церкви Сан-Лоренцо ди Дамазо, входящей в состав Палаццо делла Канчеллерия.